# Silvio Suárez
Silvio Suárez (5 de janeiro de 1969) é um ex-futebolista profissional paraguaio que atuava como defensor.

## Carreira
Silvio Suárez representou a Seleção Paraguaia de Futebol na Copa América de 1991, 1993, 1995 e 1999.